# État du Nil Blanc
Pour les articles homonymes, voir Nil Blanc (homonymie).
Le Nil Blanc (en arabe : النيل الأبيض, al-nyl al-aʾbyḍ, « An Nil al Abyad ») est un État du Soudan.
Sa capitale est Rabak.